# 1911 no Brasil
Esta é uma cronologia dos fatos acontecimentos de ano 1911 no Brasil.

## Incumbentes
- Presidente do Brasil - Hermes da Fonseca (15 de novembro de 1910 - 15 de novembro de 1914)

## Eventos
- 11 de agosto: O Jornal do Comércio começa a publicar em folhetim o Triste Fim de Policarpo Quaresma.[1]
- 6 de outubro: O município de Altamira é fundado no estado do Pará e torna-se o maior município das Américas em extensão territorial e o segundo do mundo.
- 14 de outubro: É criado o Aeroclube Brasileiro, a primeira escola de aviação do país.
- 19 de outubro: Termina a publicação do Triste Fim de Policarpo Quaresma.[1]

## Nascimentos
- 8 de março: Maria Bonita, companheira do líder de cangaceiros Lampião (m. 1938).[2]
- 16 de junho: Paulo Gracindo, ator (m. 1995).
- 11 de setembro: Ernâni Sátiro, político (m. 1986).
- 5 de dezembro: Carlos Marighella, guerrilheiro e poeta (m. 1969)
- 29 de novembro: Walter D'Ávila, ator de Cinema e Televisão (m. 1996)

## Mortes
- 15 de agosto: José Gonçalves da Silva, político (n. 1838).
- 13 de setembro: Raimundo Correia, juiz e poeta (n. 1859).
- 18 de novembro: Joaquim Murtinho, político (n. 1848).